# 石田与朝仓
石田与朝仓（日语：石田とあさくら）是日本漫畫家マサオ所创作的日本漫画作品。簡稱石あさ（石朝）。2013年改编為电视动画。

## 简介
作者原本将该作品在自己网站以及pixiv上公开，此后在在漫画杂志《ヤングキング》、《月刊ヤングキング》（少年画报社刊）上连载。但最終回在漫画杂志刊载时存在不同的结局。

## 人物
あさくら（中文翻译为朝仓）
声 - 中本順久
本作主人公。有天然卷的头发和下巴长脸特征的男子高中生。说话时会稍稍停顿最后的一个字。石田和山田的情感对象，除女性胸部以外的东西没有兴趣。将来梦想是成为女子学校的老师。
石田（いしだ）
声 - 森嶋秀太
本作主人公。朝仓的同班同学。光头，額头有M字型发痕。朝仓在小学时的儿时玩伴，对朝仓有好感。夢想是将来与朝仓一起经营花店。
山田（やまだ）
声 - 樱井透
男性，朝仓的同班同学。石田的情敌。特征为戴眼鏡、超长门牙、体操服。梦想是将来和朝仓一起经营书店。
佐藤（さとう）
声 - 中野さいま
女性，朝仓的同班同学。巨乳，因为朝仓的一句抱不平而喜欢朝仓。
木下（きのした）
声 - 島本須美
朝仓的班主任，童颜巨乳，在学生间人气高。实际上是个伪娘，有两个孩子。
奈々子
声 - 鳥部万里子
木下的女儿。
山口先生
声 - 郷田ほづみ
新任教師。
アイアン山田一号（iron山田一号）
声 - 櫻井トオル
山田的机器人。
女仆爱丽丝
声 - みくる
石田在女仆咖啡店扮演的女仆。
店長
声 - 光明寺敬子
石田工作的女仆咖啡店店長。
山田之妹
声 - みくる
与兄同様戴眼鏡穿体操服，并穿灯笼裤上学。因为意想不到的变故爱上石田。
おっぱい星人（乳星人）
声 - 四宮豪
朝仓撞上的UFO上的侵略性宇宙人。

## 出版書籍
| 冊數 | 少年畫報社     | 少年畫報社             | 長鴻出版社    | 長鴻出版社        |
| 冊數 | 發售日期       | ISBN                   | 發售日期      | EAN               |
| ---- | -------------- | ---------------------- | ------------- | ----------------- |
| 1    | 2012年4月19日  | ISBN 978-4-78-593826-0 | 2012年10月9日 | EAN 4715409853473 |
| 2    | 2012年12月19日 | ISBN 978-4-78-593998-4 | 停止出版      | 停止出版          |

## 电视动画
2013年1月6日至2013年3月在TOKYO MX、NICONICO动画播放、每集2分钟。

### 製作團隊
- 原作 - マサオ（ヤングキングコミックス・少年畫報社刊）
- 監督、分鏡 - ぴっぷや
- 企劃 - 角田博昭
- 製作人 - 久住善典、北田修一
- 系列構成、腳本 - 山下憲一
- 人物設計 - P・E・N
- 音響監督 - 山本浩司
- 選曲、效果 - 高梨絵美
- 錄音調整 - 中野陽子
- 錄音助手 - 佐藤敦
- 錄音工作室 - INSPIRE STUDIO
- 音響製作 - Dax International
- 動畫製作 - Dax International、HOTLINE

### 主題曲
主題曲「ドキドキドク」（YTE）（第1―11話）
作詞、作曲、編曲、演唱 - 玲里

### 各話列表
| 話數   | 日文標題 | 中文標題       | 播放日期      |
| ------ | -------- | -------------- | ------------- |
| 第1話  |          | 朝倉与未来     | 2013年1月6日  |
| 第2話  |          | 朝倉与特訓     | 2013年1月13日 |
| 第3話  |          | 朝倉与象君     | 2013年1月20日 |
| 第4話  |          | 朝倉与電話     | 2013年1月27日 |
| 第5話  |          | 山口老師的激情 | 2013年2月3日  |
| 第6話  |          | 奈奈子与朝倉   | 2013年2月10日 |
| 第7話  |          | 石田与鋼鐵山田 | 2013年2月17日 |
| 第8話  |          | 愛麗絲与朝倉   | 2013年2月24日 |
| 第9話  |          | 山田与愛麗絲   | 2013年3月3日  |
| 第10話 |          | 兄和妹         | 2013年3月10日 |
| 第11話 |          | 石田与微笑     | 2013年3月17日 |
| 第12話 |          | 石田与朝倉     | 2013年3月24日 |

- 2013年3月31日播放總集篇。

### 播放電視台
| 播放地区 | 播放電視台   | 播放期間               | 播放日期             | 播放系列  | 備註               |
| -------- | ------------ | ---------------------- | -------------------- | --------- | ------------------ |
| 東京都   | TOKYO MX     | 2013年1月6日 - 3月31日 | 星期日 22:27 - 22:29 | 獨立局    |                    |
| 日本全域 | NICONICO頻道 | 2013年1月6日 - 3月31日 | 星期日 22:30更新     | 網絡廣播  |                    |
| 日本全域 | Animax       | 2014年1月4日 -         | 星期六 21:45 - 22:00 | BS/CS放送 | 連續播放3話 有重播 |

## 脚注
1. ↑  . Anime News Network. 2012-11-17  [2012-11-18]. （原始内容存档于2012-11-19）.
2. ↑  アニメ「石田とあさくら」キャスト解禁、2分番組で大暴れ （页面存档备份，存于） - コミックナタリー、2012年12月19日配信